# Caraipa
Caraipa, rod drveća i grmlja koji pripada porodici kalofilumovki, dio je reda malpigijolike. 
Postoji 43 prizante vrste iz tropskih krajeva Južne Amerike. Listovi su naizmjenični, peteljke relativno kratke.  Cvjetovi dvospolni, mirisni; latice žute ili bjelkaste. Plod je drvenasta kapsula, često asimetrična ili zakrivljena.

## Vrste
1. Caraipa acutata F.N.Cabral
2. Caraipa ampla Ducke
3. Caraipa andina Aymard & L.M.Campb.
4. Caraipa antioquensis F.N.Cabral
5. Caraipa aracaensis Kubitzki
6. Caraipa balbinensis F.N.Cabral
7. Caraipa caespitosa F.N.Cabral
8. Caraipa cordifolia F.N.Cabral
9. Caraipa costata Spruce ex Benth.
10. Caraipa davilae F.N.Cabral
11. Caraipa densifolia Mart.
12. Caraipa duckeana Kubitzki
13. Caraipa foveolata Huber
14. Caraipa glabra F.N.Cabral
15. Caraipa grandifolia Mart.
16. Caraipa heterocarpa Ducke
17. Caraipa iracemensis F.N.Cabral
18. Caraipa jaramilloi R.Vásquez
19. Caraipa kubitzkii F.N.Cabral
20. Caraipa llanorum Cuatrec.
21. Caraipa longipedicellata Steyerm.
22. Caraipa longisepala Kubitzki
23. Caraipa macrocarpa F.N.Cabral
24. Caraipa minor Huber
25. Caraipa multinervia Kubitzki
26. Caraipa myrcioides Ducke
27. Caraipa nigrolineata F.N.Cabral
28. Caraipa odorata Ducke
29. Caraipa parvielliptica Cuatrec.
30. Caraipa parvifolia Aubl.
31. Caraipa pilosa J.R.Grande & F.N.Cabral
32. Caraipa psilocarpa Kubitzki
33. Caraipa punctulata Ducke
34. Caraipa racemosa Cambess.
35. Caraipa richardiana Cambess.
36. Caraipa rodriguesii Paula
37. Caraipa savannarum Kubitzki
38. Caraipa surinamensis Miq.
39. Caraipa tereticaulis Tul.
40. Caraipa tumescens F.N.Cabral
41. Caraipa utilis R.Vásquez
42. Caraipa valioi Paula
43. Caraipa yutajensis F.N.Cabral